# Daniel Beichler
Daniel Beichler (ur. 13 października 1988 w Grazu) – austriacki piłkarz występujący na pozycji napastnika. Wychowanek Sturmu Graz. W 2007 roku zaliczył krótki epizod we włoskiej Regginie. W 2010 roku podpisał kontrakt ze spadkowiczem z 1. Bundesligi, Herthą Berlin.

## Kariera
| Sezon     | Liga               | Klub            | Mecze | Gole |
| --------- | ------------------ | --------------- | ----- | ---- |
| 2006/2007 | Bundesliga         | Sturm Graz      | 2     | 0    |
| 2007/2008 | Bundesliga         | Sturm Graz      | 6     | 1    |
| 2007/2008 | Serie A            | Reggina Calcio  | 0     | 0    |
| 2008/2009 | Bundesliga         | Sturm Graz      | 27    | 9    |
| 2009/2010 | Bundesliga         | Sturm Graz      | 29    | 11   |
| 2010/2011 | Swiss Super League | FC Sankt Gallen | 7     | 0    |
| 2011/2012 | 2. Bundesliga      | MSV Duisburg    | 1     | 0    |
| 2011/2012 | Bundesliga         | SV Ried         | 26    | 4    |
| 2012/2013 | 2. Bundesliga      | Hertha BSC      | 1     | 0    |
| 2012/2013 | 2. Bundesliga      | SV Sandhausen   | 7     | 0    |
| 2013/2014 | Bundesliga         | Sturm Graz      | 33    | 9    |
| 2014/2015 | Bundesliga         | Sturm Graz      | 21    | 3    |
| 2015/2016 | Erste Liga         | SKN St. Pölten  |       |      |

## Reprezentacja
Daniel Beichler w reprezentacji Austrii zadebiutował w meczu z Wyspami Owczymi.